# 4143 Huziak
Tiểu hành tinh (4143) Huziak là tên danh dự của Richard Huziak. Nó được phát hiện ngày 29 tháng 8 năm 1981 ở Socorro, New Mexico bởi Laurence G. Taff. 4143 Huziak là một tiểu hành tinh Themistia.